# يارو
شركة يارو المحدودة لبناء السفن (بالإنجليزية: Yarrow (Shipbuilders) Limited)‏ وتدعى أحيانا يارو للتبسيط، وكانت شركة لبناء السفن ومقرها في حي سكوتستاون في غلاسكو على نهر كلايد. وهي الآن جزء من شركة بي ايه أي سيستمز سيرفيس شيبس، التي تملكها بي أيه إي سيستمز، والتي عملت أيضا في حوض بناء السفن المجاور في غوفان منذ عام 1999.